# 福島大学附属幼稚園
福島大学附属幼稚園（ふくしまだいがくふぞくようちえん）は、福島県福島市にある福島大学附属の国立幼稚園。略称は」「福大附属幼」（ふくだいふぞくよう）、福島市近辺では「附属幼」、「附幼」（ふよう）と呼ばれている。旧福島大学経済学部キャンパスの跡地の一部を利用して建設された。スクールバスなどはなく、徒歩、または自転車、自家用車での通園が必要である。
大部分の園児は卒業後に附属小学校に進学する。
隣接して南に福島大学附属中学校がある。

## 沿革
- 1966年4月1日 - 福島大学教育学部附属幼稚園設置
- 2005年 - 福島大学附属幼稚園と改称

## 交通アクセス
- 新幹線
  - 東京駅から福島駅まで、約1時間40分
  - 福島交通福島駅東口バス発着所から伊達・藤田・保原方面行き（競馬場行き）乗車　豊田町下車、徒歩8分、または東高前下車。徒歩5分。